# NVIDIA
NVIDIA je americká společnost, specializující se na výrobu grafických procesorů pro herní i profesionální trh a systémů na chipu (SoC) pro mobilní zařízení a automobilový trh (podpora umělé inteligence a hlubokého učení). Společnost sídlí ve městě Santa Clara v Silicon Valley státu Kalifornie. Název NVIDIA pochází ze španělského envidia, což znamená závist.
Ve společnosti NVIDIA nebo jejích pobočkách pracuje téměř 20 000 zaměstnanců z 10 zemí světa – kromě USA jsou to evropské země (Anglie, Finsko, Francie, Německo nebo Rusko), nebo na asijském kontinentě Čína, Indie, Japonsko, Korea nebo Čínská republika. Jejími konkurenty v oboru grafických procesorů jsou společnosti AMD a Intel.

## Historie společnosti

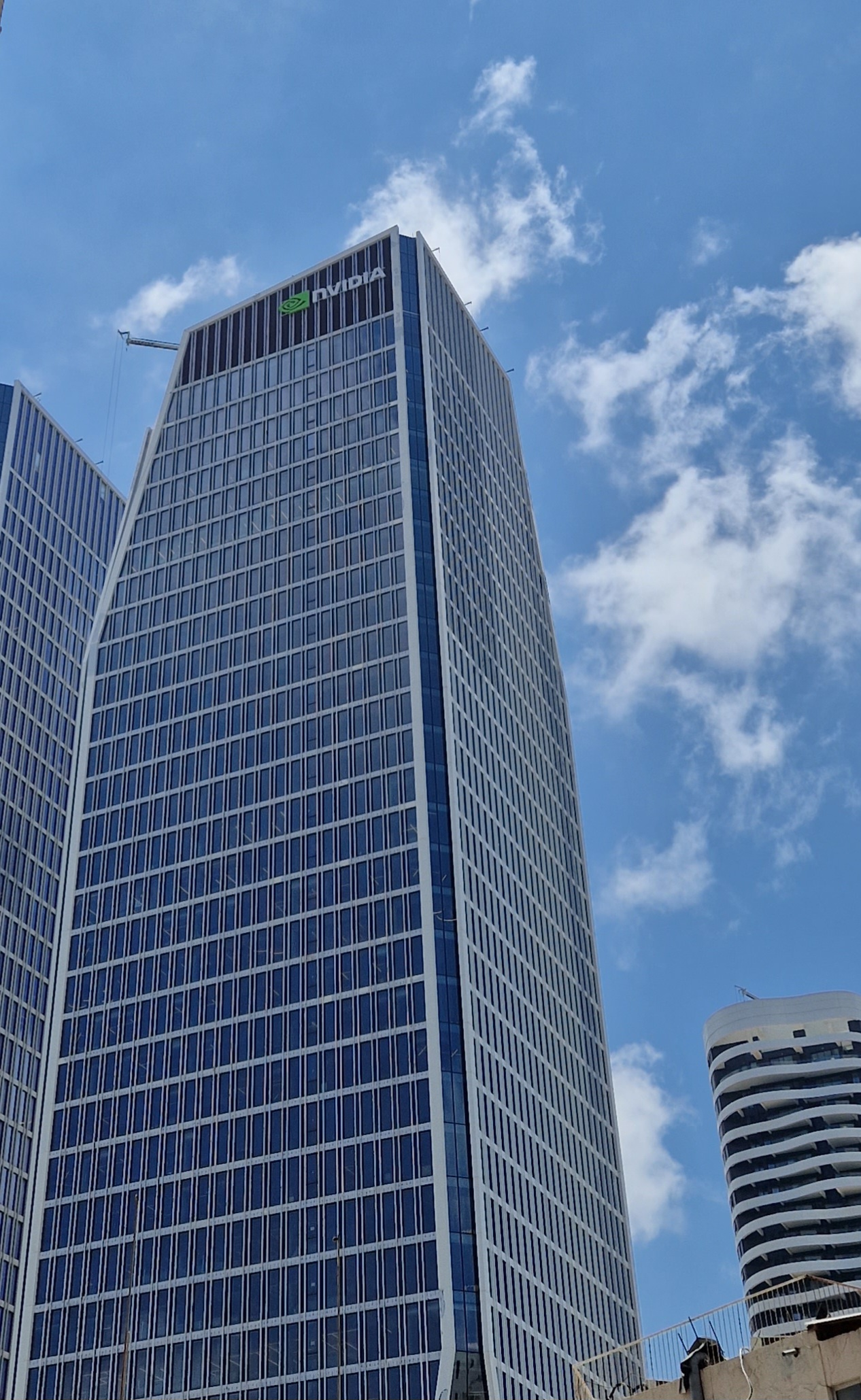
Pobočka Nvidia v TOU towers (Nvidia Tel Aviv Office) v Israeli

Společnost byla založena 5. dubna 1993. Zakládajícími členy byli Curtis Priem, Chris Malachowsky a Jensen Huang, který řídí firmu v současnosti.
V roce 2000 NVIDIA skoupila jednoho z největších výrobců grafických karet konce 90. let – firmu 3dfx. V roce 2005 společnost získala firmu ULI Electronics, do té doby dodavatele součástek pro konkurenční ATI Technologies. Dalším velkým obchodem byla koupě firmy Hybrid Graphics v roce 2006. O NVIDII měl v roce 2006 zájem druhý největší výrobce procesorů firma AMD. Ta se však nakonec rozhodla zakoupit konkurenční ATI, kvůli tehdejší nabízené ceně společnosti a nedohodnutí mezi prezidenty společnosti. NVIDIA měla v tu dobu velmi povedenou řadu 8800GTS/GTX/Ultra, která momentálně vedla trhu, tudíž i cena společnosti byla nadsazena nad mez, za kterou bylo vedení AMD ochotno ji koupit. V únoru 2008 NVIDIA koupila firmu Ageia, která vyrábí akcelerátory fyziky (PPU – Physics Processing Unit) pro fyzikální engine PhysX. NVIDIA se rozhodla dále speciální akcelerátory nevyvíjet a soustředila se na podporu tohoto enginu ve svých nových grafických kartách.

## Řady produktů

### Grafické čipy

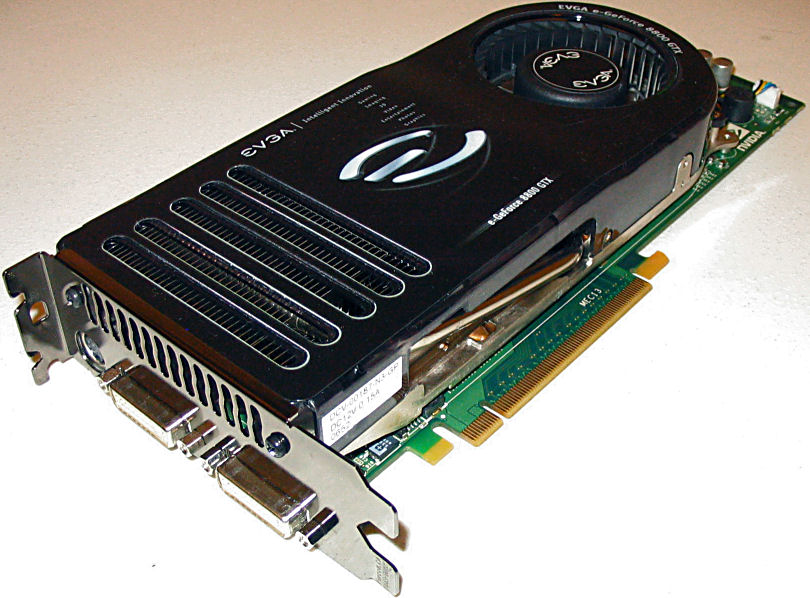
Grafická karta NVIDIA GeForce 8800 GTX s jádrem G80

- NV1, NV2 – První produkty firmy NVIDIA.
- RIVA 128 a RIVA 128ZX – první produkt kompatibilní s Microsoft DirectX
- RIVA TNT a RIVA TNT2 – podpora OpenGL
- NVIDIA GeForce – grafické karty pro osobní počítače
- NVIDIA Quadro – pro vysoce kvalitní grafické pracovní stanice
- NVIDIA Tesla – GPU pro vysoce výkonné systémy
- NVIDIA Tegra – technologie pro PDA a mobilní telefony, případně notebooky

### GeForce
Označení modelů grafických karet určených do stolních počítačů. Zasouvají se většinou do standardizovaných slotů PCI-E x16-x1 (dříve AGP). TDP u nejvýkonnějších karet je až 600 W. NVIDIA zde používá strategie vytvoření velkého monolitního jádra s "vysokým výkonem" a od něj odvozuje zbytek modelů.

### Quadro
Profesionální grafické karty mají speciální BIOSy a jsou zkoušeny a certifikovány na profesionální programy. Kvůli tomu je jejich cena vyšší. Jde o standardní čipy GeForce. S koupí je vázaná nadstandardní podpora, speciální ovladače a další.

### Tegra
Tegra je RISCová platforma určená pro trh smartphonů, PDA a netbooků. Je realizovaná jako system-on-chip, který inkorporuje procesor, grafickou kartu, severní a jižní most. Jako CPU slouží procesor z rodiny ARM.

### ION
Nvidia ION™ je platforma pro základní desky (záhy rozšířená z desktopů na notebooky a netbooky) založená na čipu GeForce 9400M, rychlých DDR pamětích a procesoru Intel Atom, která několikanásobně zlepšuje výkon u grafických aplikací a aplikací pro zpracovávání videa. Podporuje DirectX 10, OpenGL 3.2, NVidia CUDA, NVidia PhysX, OpenCL, VDPAU, Third Generation PureVideo HD, a má mj. i podporu HDMI a zvládá rozlišení do 2560×1600.

### Tesla
Jedná se o novou technologii s podporou DirectX 11 (konec roku 2009) – první dvě grafické karty s touto technologii Tesla C2050 a C2070. Výpočetní karty Nvidia Tesla se dočkaly inovace v podobě dvou nových modelů C2050 a C2070, jejichž čipy jsou založeny na nové architektuře Fermi, která je více uzpůsobena právě pro výpočty například pomocí CUDA. Výpočetní možnosti byly ale v případě nového čipu značně rozšířeny, podporovány jsou různé API i jazyky, mezi kterými nechybí C, C++, Fortran, OpenCL či DirectCompute.
Nvidia sice stále tají podrobnější informace o frekvencích (stream „CUDA“ procesorů by mělo být 512), ale některé důležité hodnoty a informace odkryla. Karty Tesla 2050 a 2070 se liší především ve velikosti paměti, v případě C2050 až 3 GB GDDR5 a u C2070 maximálně 6 GB GDDR5 paměti. Rozdíly budou pravděpodobně i ve frekvencích jader, zveřejněné specifikace zatím však mlčí. Oba modely jsou určeny do klasického PCI Express ×16 (2.0) slotu, měří přibližně 25 cm na délku (dvouslotový chladič), vyžadují přídavné napájení PCI Express (6pin a 8pin) a jsou připraveny i pro výpočetní 1U systémy Tesla S2050 a S2070 (lze propojit do clusteru), které obsahují až 4 karty s celkovou kapacitou pamětí 12 GB, respektive 24 GB. Pokud ale využijete ECC, počítejte pouze s 2,625 GB paměti u C2050 a 5,25 GB s kartou Tesla C2070.
Díky technologii Nvidia GigaThread Engine nabízí rychlejší přepínání mezi jednotlivými úlohami, včetně lepšího řazení vláken.

### Čipsety
Čipsety nForce vyvíjí na obě hlavní platformy AMD i Intel. Dříve byly vyhledávány pro svůj dobrý poměr cena/výkon. Dnes[kdy?] už jsou okrajovou záležitostí i na platformě AMD, kde dřív proti ATI byla silně dominující.
Zatím se udržely na serverové platformě AMD, ale to by se mělo změnit s příchodem čipsetů řady AMD 800. Kdy AMD přestane počítat s čipsety od NVIDIE.

## Čipy pro konzole

### Xbox
S Microsoftem vyvinula grafický čip XGPU a čipová sada pro první Xbox.
Specifikace
- GPU a čipová sada: 233 MHz "NV2A" ASIC.
  - Geometrické vykreslovaní: 115 milionů vertex/s, 125 milionů částic/s (max)
  - 4 pixel jednotky a 2 texturovací jednotky každá
    - 932 megapixelů/s (233 MHz x 4 pipeliny), 1,864 megatexelu/s (932 megapixelů/s×2 texturovací jednotka) (max)
    - 485,416 trojúhelníků za snímek při 60 snímcích/s
    - 970,833 trojúhelníků za snímek při 30 snímcích/s
    - 8 textur za takt, komprese textur, vyhlazování celé scény (NV Quincunx, supersampling, )

  - Bilinearní, trilinearní a anisotropní filtrování textur
  - podobný GeForce 3 a GeForce 4 PC GPU

### PlayStation 3
Se Sony vyvinula grafický čip RSX pro herní konzoli PlayStation 3.
Specifikace
- 550 MHz, 90 nm technologie, postaveno na čipu NV47 (GeForce 7800)
  - 24 pixel jednotek, 8 vertex jednotek, 24 TMU jednotek, 8 ROP jednotek
- 128bitová sběrnice, 256 MB GDDR3, 700 MHz

## Technologie

### SLI
SLi (Scalable Link Interface) umožňuje propojení více grafických karet a získat tak vyšší výkon. V současné době nVidia vyvíjí klasické SLI se dvěma kartami. Technicky lze propojit i více než dvě karty, a to až 8 zároveň běžících karet, ale toto už není oficiálně podporováno samotnou firmou. Technologii SLI získala nVidia zakoupením společnosti 3dfx Interactive. Konkurencí je CrossFire od společnosti AMD. Podpora SLi byla ukončena s vydáním RTX 3090 v roce 2020.

### CUDA
Jde o způsob, jakým NVIDIA využívá své grafické čipy pomocí CUDA (Compute Unified Device Architecture) k počítání i jiných než jen grafických výpočtů. Je to konkurence k AMD APP / AMD FireStream od společnosti AMD.

### PhysX
Na CUDA je postaven i PhysX, výpočty fyziky pomocí GPU. Díky vyššímu specifickému výkonu GPU. PhysX dokáže akcelerovat kapaliny, látky, postavy, destrukce a další.
Nejnovější verze SDK je ve verzi 3.0 (červen 2011), která by měla přinést mnoho velkých změn, optimalizací atd... (podle prohlášení NVIDIE). Nejnovější verze PhysX je 9.10.0514 vydaná 14. září 2010 (červen 2011).
Původně vyvíjela firma Ageia, kterou odkoupila firma NVIDIA.
PhysX podporovaly akcelerátory od firmy Ageia. Dnes PhysX podporují pouze grafické karty postavené na GPU od firmy NVIDIA, GPU od společnosti AMD nemá podporu, kvůli nepřistoupení na požadavky NVIDIE při umožnění podpory. Podporované operační systémy jsou Windows 7, Windows Vista, Windows XP, Mac OS X a Linux (nepodporuje GPU akceleraci) a v zařízeních PC, Wii, PlayStation 3 a Xbox 360. Technologii podporuje přes 34 her a podpora je implementována i v Unreal Engine 4.

## Hluboké učení

### DGX
DGX je řada superpočítačů společnosti Nvidia.
V dubnu 2016 Nvidia vyrobila DGX-1 založený na clusteru s 8 GPU, aby zlepšila možnosti uživatelů využívat hluboké učení kombinací GPU s integrovaným softwarem pro hluboké učení. Vyvinula také virtuální stroje založené na GPU Nvidia Tesla K80 a P100, které jsou k dispozici prostřednictvím služby Google Cloud, kterou společnost Google nainstalovala v listopadu 2016.

## Zaměření
V současné době, od roku 2011, je společnost NVIDIA orientována na tyto komerční aktivity:
- výroba a vývoj grafických čipů
- vývoj software
- technologie pro podporu běhu umělé inteligence a hlubokého učení –⁠ Nvidia Drive

## Výrobci grafických karet
NVIDIA si nevyrábí grafické karty sama, ale pouze dodává GPU čipy pro tyto výrobce:
- Albatron
- AOpen
- Asus
- BFG Technologies
- BIG
- Biostar
- Chaintech
- Club 3D
- Creative Labs
- ELSA Technology
- Forsa
- Foxconn
- Gainward
- GALAX
- Gigabyte Technology
- InnoVISION Multimedia
- Jaton
- Leadtek
- Mad Dog Multimedia
- Micro-Star International (MSI)
- OCZ
- Palit
- Point of View
- PNY Technologies
- Sparkle Computer
- TwinTech
- XFX
- Zebronics
- Zogis
- Zotac